# Восточный (Сучанский район)
Восточный — хутор, существовавший на территории Партизанского района Приморского края.
Хутор Восточный был образован в 1907 году в Новолитовской волости Ольгинского уезда. К 1915 году на хуторе Восточном появилось 1-классное министерское училище. Учитель — Гончарукова, законоучитель — Иван Алексеевич Алексеев. В 1917 году на выселке Восточный существовало 46 хозяйств. В 1923 году на хуторе проживало 243 человека. По переписи 1926 года на хуторе Восточный существовало 15 хоз. украинцев — 96 украинцев (Сучанский район Владивостокского округа, в 48 км от Сучана). В 1926 году Восточный сельский совет, кроме хутора Восточный, включал хутора Коробковку и Мехедова (6 человек в 1926 году).
На американской карте 1943 года хутор Восточный показан вдали от моря: приблизительно в 1 км южнее нижнего течения реки Коробковки, у северо-западных отрогов хребта Восток.